# Замораживание
Замораживание — охлаждение ниже криоскопической температуры, которая отличается для разных видов продуктов и обычно лежит в диапазоне от (0 °C) для воды и до (-3 °C) для рыбы или мороженого. Наиболее частый способ замораживания — охлаждение потоком холодного воздуха.
Осуществляется с помощью специальных холодильных машин (холодильник и т. п.), которые передают холод с помощью хладагентов, льда (на леднике и т. п.).
Для ускорения заморозки крупных объектов иногда используется жидкий азот. При этом его разбрызгивают на объект.
Для мгновенной заморозки мелких объектов с образованием аморфного льда (витрификации) используется жидкий азот. Такой лед превращается в обычный гексагональный при температурах выше −130 °C.
Витрификация применяется для заморозки только микроскопических объектов. Например, для замораживания эмбрионов человека и крупного рогатого скота.
Также существуют способы замораживания в ледяной каше, путем сжатия между охлаждаемыми пластинами (плиточная заморозка), с помощью обдува воздухом.
Используется в разных сферах.

## Кулинария
Заморозка в морозильной камере различных продуктов — заморозка в очень короткий период до температуры −18 °C) с целью длительного хранения. В 2000-е годы появились новые виды замораживания — акустическое и ультразвуковое.
Применяется в первую очередь по отношению к овощам и ягодам. Так заморозке подвергают:
- Замороженный хлеб
- Мороженое
- Шербет — замороженный десерт.
- Ледяное вино
- Мясо
- Рыба
- Готовые блюда
- Сырье пищевой промышленности
- Полуфабрикаты